# Ibias
Ibias é um concelho (município) da Espanha na província e Principado das Astúrias. Tem 333,3 km² de área e em 2019 tinha 1 251 habitantes (densidade: 3,8 hab./km²). A capital do concelho é San Antolín de Ibias (em asturiano: Santantolín).
Embora não faça parte da Galiza é um dos municípios das Astúrias onde tradicionalmente se fala galego.

## Demografia
| Variação demográfica do município entre 1991 e 2004 | Variação demográfica do município entre 1991 e 2004 | Variação demográfica do município entre 1991 e 2004 | Variação demográfica do município entre 1991 e 2004 |
| --------------------------------------------------- | --------------------------------------------------- | --------------------------------------------------- | --------------------------------------------------- |
| 1991                                                | 1996                                                | 2001                                                | 2004                                                |
| 2502                                                | 2307                                                | 2082                                                | 1972                                                |